# Franckeïta
La franckeïta és un mineral de la classe de les sulfosals, un sulfur. Rep el seu nom dels enginyers de mines Carl i Ernest Francke. Va ser descoberta l'any 1893 a la mina Chocaya, Departament de Potosí, Bolívia. Pertany i dona nom al grup de la franckeïta.

## Característiques
La franckeïta és un sulfur de plom, estany i antimoni. Cristal·litza en el sistema triclínic, i el seu hàbit és normalment esfèric, amb rosetes formades d'agregats de plaques primes. Comunament també se'n troba de forma massiva, radiada o foliada. La seva duresa és de 2,5 a 3 a l'escala de Mohs, i la seva lluentor és metàl·lica. La seva fórmula és Fe2+(Pb,Sn2+)₆Sn4+₂Sb₂S14, i pot presentar impureses de zinc, plata, germani o indi.
Segons la classificació de Nickel-Strunz, la franckeïta pertany a «02.HF: Sulfosals de l'arquetip SnS, amb SnS i unitats d'estructura de l'arquetip PbS» juntament amb els següents minerals: vrbaïta, cilindrita, incaïta, levyclaudita, potosiïta, coiraïta, abramovita i lengenbachita.
La potosiïta és una varietat de franckeïta pobre en Sn(II), mentre que la incaïta n'és una varietat rica.

## Formació
Es troba en els dipòsits hidrotermals de plata-estany a Bolívia i en dipòsits de contacte metamorfòsic de pedra calcària a la pedrera Kalkar a Califòrnia. Se'n troba juntament amb cilindrita, teal·lita, plagionita, zinkenita, cassiterita, wurtzita, pirrotina, marcassita, arsenopirita, galena, pirita, blenda, siderita i estannita.

## Varietats

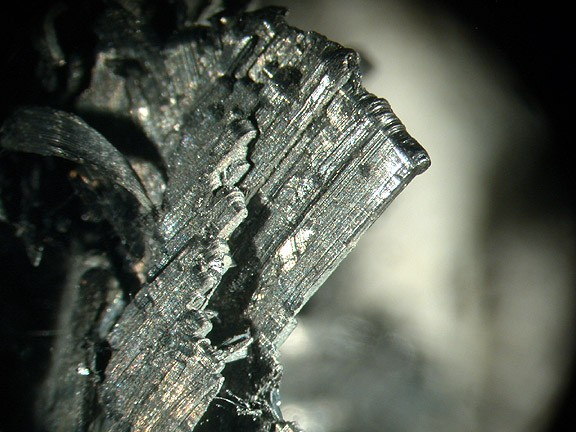
Potosiïta, varietat de franckeïta, de la mina San José, Bolívia. Camp de visió d'aproximadament 10 mm.

Es coneixen dues varietats de franckeïta:
- La incaïta és una varietat rica en estany (II), amb fórmula química (Pb,Ag)₄Sn₄FeSb₂S15. A diferència de la franckeïta, cristal·litza en el sistema monoclínic, i la seva duresa és 2 a l'escala de Mohs. Rep el seu nom en honor dels habitants de l'imperi Inca. Va ser descrita per primera vegada a la mina Santa Cruz, Departament d'Oruro, Bolívia, tot i que se n'ha trobat també a l'Argentina, República Popular de la Xina i Japó.[3]
- La potosiïta és una altra varietat, però pobre en estany. En un principi es creia que eren dues espècies diferents, però des del 1997 l'IMA la classifica com una varietat de la franckeïta. Va ser descrita per primera vegada als dipòsits d'Andacaba, Província de Linares, Bolívia. Rep el seu nom del departament de Potosí. També se n'ha trobat a l'Argentina, Japó i el Canadà.[4]